# Dallas Wind Symphony
Dallas Wind Symphony (seit 2014: Dallas Winds) ist der Name eines sinfonischen Blasorchesters (Concert Band) aus Dallas (Texas, USA). Aufnahmen des Orchesters wurden 1993 und 2007 für den Grammy Award nominiert.

## Geschichte
Das Orchester wurde 1985 von Kim Campbell und Howard Dunn, Professor für Musik an der Southern Methodist University gegründet. Es war ursprünglich gedacht, um freiberuflichen Musikern nach dem Verlassen von High School und College weiterhin die Gelegenheit zu geben, anspruchsvolle Musik für sinfonisches Blasorchester zu spielen. Nach zunächst gelegentlichen öffentlichen Aufführungen konnte ab 1990 eine Konzertreihe im Morton H. Meyerson Symphony Center etabliert werden.
Nach dem Tode von Howard Dunn 1991 wurde im Jahr 1993 Jerry F. Junkin, Director of Bands an der University of Texas at Austin, neuer künstlerischer Leiter und Dirigent. Von Mitte der 1990er Jahre bis zu seinem Tod 2004 arbeitete auch Frederick Fennell als wichtiger Gastdirigent mit dem Orchester.

## Werk
Das Orchester hat seit 1991 dreizehn Tonträger bei Reference Recordings veröffentlicht, zehn dieser Aufnahmen wurden im HDCD-Verfahren aufgenommen. Zwei Aufnahmen wurden für Grammy Awards nominiert – Trittico (1993, Producer of the Year, Klassik) und Garden of Dreams (2007, Best Engineered Album, Klassik).
Gemeinsam mit dem Tōkyō Kōsei Wind Orchestra wird Dallas Wind Symphony zu den führenden sinfonischen Blasorchestern der Welt gerechnet.

## Diskografie
- Crown Imperial, Jerry Junkin (Dirigent)
- Garden of Dreams, Jerry Junkin
- Arnold For Band, Jerry Junkin
- Beachcomber, Frederick Fennell (Dirigent)
- Fennell Favorites!, Frederick Fennell
- Fiesta!, Howard Dunn (Dirigent)
- Holidays & Epiphanies, Jerry Junkin
- Holst, Howard Dunn
- Marches I've Missed, Frederick Fennell
- Pomp & Pipes!, Frederick Fennell
- Strictly Sousa, Jerry Junkin
- Testament, zusammen mit dem Turtle Creek Chorale, Dr. Timothy Seelig
- Trittico, Frederick Fennell